# Zahodna fronta (prva svetovna vojna)
Zahodna fronta je med prvo svetovno vojno potekala od Francije ob reki Marni do švicarske meje. Na tej fronti sta si najprej nasproti stali Nemško cesarstvo in Francija, ki sta se jima kasneje pridružili še Velika Britanija in ZDA. Bitka, ki je najbolj zaznamovala to fronto, je bila bitka pri Marni, ki je trajala kar štiri leta. Pomembna je bila tudi bitka na reki Somi (1916).

## Vojni načrti
General Alfred von Schlieffen je ob odhodu v pokoj nemški vojski kot svojo oporoko zapustil načrt za bodočo vojne operacije proti Franciji. Načrt, ki je bil star že več kot deset let je bil nekoliko zastarel saj ni upošteval moči ruske vojske, ki je do leta 1914 narasla, in vstopa Italije v vojno. Schlieffen je bil namreč prepričan, da bo prihodnja vojna spopad s Francijo, Rusijo in Veliko Britanijo, da bo odločilno bojišče v Franciji in da bo morala biti Nemčija proti Rusiji v Defenzivi, trajanje vojne je odvisna od hitrosti poraza Francije. Francoske utrdbe ob Nemško- Francoski meji so premočne zato jih je potrebno obiti skozi nevtralno Nizozemsko, Belgijo in Luksemburg čeprav Nemčija jamči za njihovo nevtralnost. Leta 1914 je general Moltke nemškemu generalštabu predložil popravljen  Schlieffnov načrt, ki pa je v osnove še vedno ostal nespremenjen. V novem načrtu je bilo potrebno računati na večjo moč ruske armade, ki se je od leta 1905 ponovno opomogla. Tudi Francozi so okrepili armado, Britanci pa so imeli na voljo zelo učinkovito ekspedicijsko armado. Nemški načrt je bil usklajen z Avstro-Ogrskim, ta naj bi nekaj dni po nemškem napadu na Francijo napadla Rusijo in tako krila Nemško armado.
Na antantni strani je bil leta 1913 sprejet francoski načrt Jeffre-Žilinski, ki je predvideval, da bodo Nemci napade na Francijo in Rusijo izvajali ločeno. Zato naj bi zaveznici zaveznici vojaške operacije proti nemški vojski izvajali istočasno. Med tema pa z Britanci ni bilo nobenih trdnih dogovorov. V letih 1913 in 1914 je prišlo le do dogovora, da bo imela britanska armada okoli 120.000 vojakov, ki bodo nameščeni v coni Maubeuge-Hirson-Bisigny vendar le v primeru če ta stopi v vojno. Belgiji, ki je bila sicer nevtralna je leta 1914 pričakovala, da jo bo Nemčija napadla. Njen obrambni načrt je bil defenziven, vojska bi se postopoma umikala v utrjeno cono Liegea kjer bi počakala na morebitno pomoč zahodnih zaveznikov.

## Stanje v vojskah
Nemška armada je bila leta 1914 najučinkovitejši borbeni stroj na svetu. Imela je odličen poveljniški kader, vojaki pa so bili disciplinirani in odlično izurjeni. Njena oprema je bila najsodobnejša še posebej težko topništvo. V primeru vojne je Nemška armada imela pripravljene rezerve. Za razliko od Nemcev Francozi niso imeli nobenih rezerv. Zanemarili so težko topništvo. Njihova ofenzivna doktrina, ki naj bi jo sprožili proti Nemčiji pa ni bila realistična. Poveljniški kader je bil sicer discipliniran vendar pa v kritičnih trenutkih ni znal sam sprejemati pomembnih odločitev. Britanska ekspedicijska armada je bila številčno majhna zato pa izredno učinkovita poklicna vojska z izkušenimi poveljniki. Kljub temu jo je vojna ujela nepripravljeno saj ni bila pripravljena za velike vojaške operacije.
Avgusta 1914 so tako vsi pričakovali, da bo vojna kratka in zmagovita. Po nekaterih ocenah naj bi trajala le do božiča, nato pa se bojo vojaki odpravili domov. Le malokdo se je zavedal, da vojna v teh novih okoliščinah ni več šport kraljev kot je bila leta 1870, ko se je na tisoče vojakov spopadlo na omejenem bojišču. V pripravah na vojno je bilo največ razlik v količini streliva. Še najbolj so bili popravljeni Francozi in Nemci. Toda Francozi so zelo slabo razumeli spremembe, ki jih je prinesla industrijska revolucija. Njihova vojska je imela še vedno barvne uniforme medtem, ko je imela nemška že umazano sive, prilagojene zemljišču.

## Vojna

### Leto 1914
4. avgusta Nemci napadejo Belgijo. Belgijska vojska se v nasprotju s pričakovanji Nemcev trdoživo brani zato jim ne uspe zasesti belgijskih trdnjav Liege in Nemur, kar povzroči zastoj pri napredovanju vojske. Ker pa je pritisk nemških enot prehud se po padcu trdnjav belgijska vojska umakne v Antwerpen kjer zaman čaka na pomoč Francije in Velike Britanije. Nemško vrhovno poveljstvo je proti Franciji in Belgiji odprlo 450 km dolgo fronto, ki jo je zasedlo 7 armad in 4 konjeniški korpusi, skupaj okoli 1.620.000 mož in 5000 topov vseh kalibrov ter okoli 200 letal za taktično in strateško opazovanje.
Francoska vojska ukrepa hitro in že med 5. in 7. avgustom v t. i. >>vojni za meje<< vdre v Alzacijo in začasno zasedejo nekaj nemškega ozemlja. Cilja, reke Ren niso dosegli. Medtem pa so nemške enote napredovale skozi Belgijo in nato vdrle v Francijo. Francozi so v sodelovanju z Britanci izvedli več protinapadov vendar je bila Nemška vojska premočna, pokazale pa so se tudi slabosti ločenega poveljevanja med Britanskimi in Francoskimi enotami. Boji okoli Lorenae, Ardeniov, Sembrae, in Mansa so terjali 300.000 padlih in ranjenih francoskih vojakov, zato je bil 25. avgusta razglašen splošni umik. Nič bolje ni kazalo britanskim enotam, ki so se prav tako začele umikati pod velikim nemškim pritiskom.
Pariz in Francija sta se znašli v veliki nevarnosti zato je general Joseph Joffre sestavil novo 6. armado, ki bo branila Pariz. Francoska vlada se je zatekla v Bordeaux, da se nebi ponovilo leto 1871. Medtem pa so Nemci naredili usodno napako, ko so zasukali svoje krilo navznoter in tako nehali napredovati proti zahodu. Napako so izkoristili zavezniki in začela se je prva bitka na Marni, ki je trajala sedem dni na fronti dolgi od Verduna do Meauxa. Nemško napredovanje se je ustavilo. Moltke je 8. septembra dal ukaz za umik. Bitka na Marni je bila za Nemce izgubljena. Pariz je bil za zdaj rešen.
Nemška vojska se je umaknila za 70 km kar je pripeljalo do bitke pri Arrasu in Somi v severni Franciji. Nemško napredovanje se je usmerilo proti severu, da bi tako dobili nadzor nad strateško pomembno ožino Pas de Calais. 9. oktobra pade Antwerpen. Med 18. in 30. oktobrom pa pride ena za drugo do bitk na Yeseri in Ypresu. Izgube na obeh straneh so visoke. 10. novembra pride do druge bitke za Ypres kjer je nemški napad ponovno odbit. Med 17. in 23. decembrom Francozi v t. i. >>zimski bitki<< na območju Šampanije in Arrasa izvedejo več neuspelih napadov. Do konca decembra zaradi izčrpanosti na obeh straneh fronta otrpne v pozicijski vojni.

### Leto 1915
V letu 1915 pride do popolne spremembe načina bojevanja, ki postane pozicijsko. Francozi želijo osvojiti ozemlja, ki so jih izgubili leta 1914, Nemci pa uberejo defenzivno taktiko, ki pa ni tako zelo uspešna saj od njih zahteva veliko materialnih sredstev. 16. februarja Francozi nadaljujejo z ofenzivo v Šampaniji. Na pomoč jim priskočijo Britanci, ki 10. marca izvedejo ofenzivo pri Artoisu , ki pa jo morajo že po nekaj dneh prekiniti. V želji po napredovanju Nemci 22. aprila pri Ypresu uporabijo plin, uspeh je le začasen saj Britanci po nekaj dneh izvedejo protinapad in ponovno zavzamejo izgubljene položaje.
9. maja Francozi začnejo Lorettsko bitko. Ta je pomembna zato ker v njej uporabijo vse izkušnje pridobljene v predhodnih bitkah. Obetali so si, da bojo s kopičenjem sil (topovi,strelivo,vojaki,...) dosegli zmago, vendar so se motili saj ofenziva kot mnoge druge ni uspela. Istočasno so pri Lillu Britanci sprožili svojo ofenzivo, ki pa so jo zaradi slabe topniške priprave pa nekaj urah prekinili. To so ponovili 16. junija vendar ponovno brez uspeha.
Zastoj fronta privede do razvijanja novih orožij, ki bi pozicijsko vojskovanje spremenilo v gibljivo. Tako se prvič pojavi ime Tank. 25. septembra se začne velika zavezniška ofenziva pri Artoisu in Šampaniji. Ofenziva je le deloma uspešna. Zaveznikom uspe zasesti 17,5 km dolg in 3,5 km širok pas kar je bilo za tisti čas neverjeten podvig. V tem napadu so tudi zavezniki prvič uporabijo bojne strupe.

### Leto 1916
Leto sta zaznamovali dve veliki bitki, bitka za Verdun in bitka na Somi. Ti sta zaradi klanja brez primere postali pojem vojskovanja v prvi svetovni vojni. Predvsem sta bili to bitki izčrpavanja v kateri sta ena in druga stran vložili ogromno materiala in časa, da bi nasprotnika izmučili in tako prisilili, da prosi za mir.
Bitka za Verdun se je začela 21. februarja 1916 z bobnečim ognjem. V prvem naskoku so nemške čete odlično napredovale in zajele več francoskih utrdb vključno z utrdbo Fourt Douaumont. Tako  nemške kot francoske izgube so bile izredno visoke.  Nato pa se je 25. februarja položaj nenadoma spremenil. Francoska vojska se je pod poveljstvom generala Henrija Philippa Petaina reorganizirala in dobila nove okrepitve, tako da jim je do 28. februarja uspelo omejiti nemško napredovanje. Medtem pa so izgube na obeh straneh rastle v višave, vendar te očitno še niso bile dovolj visoke da bi Nemci ofenzivo prekinili. Klanje pri Verdunu je strahotno vlivalo na stanje v francoski vojski. To je bil eden izmed razlogov, da je Joffre povišal Petaina in mu s tem odvzel poveljstvo. Zamenjala sta ga general Robert Nivelle in Charles Mangin, ki je postal znan po vzdevku >>klavec<<.
Dne 26. maja je Joseph Joffre od Haiga zahtevel da se čim prej začne razbremenilna ofenziva na Somi v nasprotnem primeru francoske vojske ne bo več. V Verdunu pa se je nadaljevalo klanje 7. junija so Nemci zasedli Fort Vaux, glavno francosko utrdbo na severozahodu. Pritisk na francosko vojsko se je julija zaradi ruske ofenzive nekoliko zmanjšal, srditi boji pa so trajali skoraj do konca leta.  Na koncu leta sta nasprotnika stala tam kjer se je vse skupaj začelo.
Bitka na Somi se je divjala od 1. julija do 18. novembra in je izčrpala vse britanske moči za leto 1916. Ofenziva je bila sprva načrtovana kot skupni napad britanskih in francoskih enot kar pa se je francoska vojska zapletla v boje pri Verdunu so morali Britanci prevzeti nase večji del ofenzive. Tako kot Verdun je bila to bitka izčrpavanja in še hujše klanje kot Verdun. Ko so jeseni prešteli žrtve je bilo padlih ali ranjenih 420.000 britanskih in 195.000 francoskih vojakov. Samo v prvem dnevu ofenzive so izgubili 57.000 vojakov. 14. julija se je začel drugi veliki napad, ki je prinesel le omejene uspehe. Napad so 4. septembra nadaljevali Francozi nato pa 25. avgusta ponovno Angleži. Ponovna ofenziva, ki je bila predvidena za 2. oktober je zaradi strašnih nalivov in razmočenega bojišča propadla.

### Leto 1917
To leto je bilo za vse strani prelomno. Zaradi velikega števila mrtvih je začelo primanjkovati delavne sile, zato so se predvsem v okupiranih deželah začele deportacije na prisilno delo. V Angliji in Nemčiji je industrija dosegla najvišjo stopnjo. Spremenila se je tudi sestava vojske. Število divizij je naglo rastlo, čeprav te zaradi primanjkovanja vojakov niso bile številčne. Zato pa so te dobile novo orožje in večjo topniško moč. Britanci so sprejeli zakon o vojaški obveznosti, da bi dopolnili svojo zdesetkano vojsko. Začele se je uveljavljati avtomatsko orožje, minometi, in različne ročne bombe. Okrepilo se je topništvo, predvsem težko, in tehnične enote. Vse pomembnejše pa je postajalo letalstvo.
To leto je zaznamoval tudi vstop ZDA v veliko vojno. 6. aprila 1917 so tako ZDA uradno napovedale vojno Nemčiji in pod poveljstvom generala Johna Pershinga v Evropo poslale svoj ekspedicijski korpus. Ta je nato 4. julija 1917 ponosno korakal skozi Pariz vendar v boje zaradi svoje neizkušenosti še ni posegel.
Spomladi so zavezniki pripravljali novo ofenzivo, ki bi v 48 urah prebila fronto med Reimsom in Soissonsom ter nato naglo prodreti skozi odprtino v neutrjeno zaledje. Načrte za ofenzivo je prekrižal nemški umik na Hindenburgovo linijo. Na ta način so Nemci skrajšali fronto in tako prihranili 13 divizij. Pri svojem umiku so izvajali "taktiko požgane zemlje" in tako za več mesecev nevtralizirali lep del zahodne fronte. Poleg tega je nemško vrhovno poveljstvo izdelalo docela novo doktrino prožne obrambe v globino. Divizije so tako povečale gibljivost in samostojnost. Obramba tako postane gibljiva in ne statična kot v preteklosti. V prvi polovici aprila so zavezniki sprožili spomladansko ofenzivo. Britanci so na svojem sektorju pri Arrasu in Vimyju dosegli največji uspeh. V šestih dneh so zajeli 13.000 nemških vojakov, zaplenili 200 topov, iz boja so izločili sedem nemških divizij in napredovali za deset kilometrov. Na tem bojišču pa je zadnjikrat nastopila tudi konjenica. Ostali odseki fronte niso imeli te sreče. Zaradi razmočenega terena slabega vremena in sodelovanja med zavezniki je bila je bila ofenziva 21. maja prekinjena. Prvič so v večjem številu uporabili tudi tank, ki je med nemškimi vrstami povzročil pravo paniko.
Zaradi vse slabših razmer na bojišču in zaledju je prišlo do uporov. Vojaki enostavno niso več hoteli v rove, delavci pa niso hoteli opravljati svojega dela. Najhuje je bilo v Franciji in Italiji. Nemci so za upore v vojski izvedeli šele ko je bilo vsega konec. Sicer pa je imela tudi Nemčija notranje politične probleme.
7. julija so Britanci v skrbno načrtovani operaciji zavzeli greben Messines-Wytschaete južno od Yepresa ter nato s pomočjo tankov napredovali v globino nemške obrambne črte. Boji so trajali do novembra, dokler ofenziva ni utonila v jesenskem blatu. Podobne uspeha so dosegli tudi Francozi v Šampaniji, ki so Nemce prisilili k umiku. 20. novembra se je začela najbolj znamenita bitka prve svetovne vojne, ko je 400 britanskih tankov napadlo nemške položaje pri Cambraiju. Uspeh prvega dne je bil večji kot v šestih mesecih tretje ofenzive pri Ypresu. Zavezniki so zavzeli ogromno ozemlja vendar so ga v naslednji nemški protiofenzivi že izgubili. 1. decembraje bila bitka končana, čeprav zavezniki še niso docela dojeli pomena tankov se se že začele čutiti spremembe, ki jih bo ta novi bojni stroj prinesel.

### Leto 1918
Leto 1918 za Nemčijo ni prineslo nič dobrega kljub temu, da je bila Rusija izločena iz vojne in se je lahko Nemčija zdaj posvetila zahodni fronti. V državi so se kot gobe po dežju vzklili upori, ki so bili večinoma krvavo zadušeni. Družbeno politični pretresi so začeli zajemati tudi frontne armade, množilo se je dezerterstvo in skrivaštvo. Kljub temu je bila armada še zmeraj učinkovit vojni stroj, ki je na zahodni fronti začel pripravljati novo ofenzivo, ki bo dokončno odločila vojno na zahodu.
Napad naj bi se začel med Sarpo in Osio v Picardiji, s kratkim bombardiranjem s plinom, nato z močnim topniškim ognjem, podobno kot pri Kobaridu. Glavni udarec je bil namenjen Britancem. Za napad je bil določen 21. marec. Zavezniki se niso bali napada saj so bili dosti močnejši od Nemcev. Njihova edina večja slabost je pomanjkanje enotnega poveljstva. Po začetnem napadu nemške vojske, ki ni dosegel zadanega cilja, so sledile še štiri izredno krvave bitke. Med 21. marcem in 5. aprilom je potekala bitka v Picardiji, med 9. in 29. aprilom ji je sledila bitka v Flandriji nato bitka na Chemin-de-Dames (17. maj-15. junij) in druga bitka na Marni (15. do 19. junij). Napad ob Sommi se je začel z največjim topniškim ognjem v celi vojni. Izgube na obeh straneh so bile ogromne, Nemci zanje niso imeli nadomestnih enot medtem ko so zaveznikom na pomoč priskočili Američani. 30. maja se je Nemcem že drugič v vojni posrečilo doseči Marno kar je med zavezniki povzročilo krizo v poveljstvu. Na pomoč so jim priskočili Američani, ki so odbili Nemški napad kakih 70 km od Pariza. Nemška vojska se je znašla v izboklini zato so sprožili novo ofenzivo pri Noyon-Montdidieri in Soissons, ki pa so jo Francozi brez težav odbili. Med 15. in 17. julijem so Nemci sprožili novo ofenzivo na 120 km široki fronti med Chateu-Thierrya do Argonov. Toda Francozi so bili pripravljeni in tik pred nemškim napadom sprožili silovito protiofenzivo, ki je dokončno pokopal nemške upe o koncu vojne. V štirih mesecih so Nemci izgubili okoli 800.000 vojakov, njihove rezerve so bile izčrpane, zato si do konca vojni niso morali privoščiti nobenega napada več.
Medtem pa so zavezniki začeli pripravljati novo ofenzivo. V veliko pomoč so jim bile ameriške čete. Maja jih je v Evropo prišlo 240.000, junija pa 280.000. 6. avgusta sta francoska in britanska armada med Montdidierom in Albertom sprožili napad, ki je povzročil najhujši poraz nemške armade od začetka vojne (>>črni petek<<). Že prvi dan so zavezniki napredovali 10 km. 8. avgusta je britanska armada ob pomoči stotih tankov dobesedno pregazila nemške črte, cele enote so se dobesedno razbežale. Poraz je bil tako velik, da je Ludendorff ponudil odstop, ki pa ni bil sprejet. Nemcem je postalo jasno da se bodo morali začeti pogajati za mir. Medtem pa se je nemška armada umaknila na Hidenburgovo linijo.
Zlom ni bil daleč. 26. septembra so Francozi in Američani napadli med Reimsom in Meuso proti Mezieresu, 27. septembra sta dve britanski armadi napadli Siegfriedstellung zahodno od Cambraija. 29. so Angleži in Francozi napadli pri Saint-Quintinu. Do 10. oktobra je bila Siegfridova črta zlomljena, zavezniki so osvojili Flandrsko višavje , Lens, Cambrain, Sainn- Quintin, Laon, Chemins-des-Dames. 4. oktobra je Nemčija Wilsona prvič prosila za premirje, ki pa je bilo zavrnjeno, zahteval je popolno kapitulacijo. Ker ni bilo drugega izhoda je 27. oktobra novi kancler Nemčije  sprejel Wilsonove pogoje za premirje. V zaledju pa je medtem začelo vreti, 30. oktobra so se uprli mornarji v luki Kiel, 30. novembra vlada sklene da mora cesar odstopiti, v Berlinu je  izbruhnila stavka vojska ni želela posredovati in se je postavila na stran protestnikov. Zgledalo je da bo država vsak čas padla v spiralo kaosa.

## Premirje
Pogoji za sklenitev premirja so bili strašni. Nemčija je morala v 15 dneh izprazniti zasedeno ozemlje v Franciji, Belgiji in Luksemburgu in zapustiti Alzacijo in Loreno, izročiti 5000 topov, 25.000 strojnic, 3000 minometov, 1700 letal, 5000 lokomotiv, 150.000 železniških vagonov, vse podmornice, visokomorsko floto, v 31 izprazniti levi breg Rena, se umakniti iz Turčije, Avstro-Ogrske in Romunije, izpustiti vse vojne ujetnike, pogodbi iz Brest-Litovska in Bukarešte sta bili izničeni, Nemčija mora v naslednjih letih zaveznikom izplačati vojno odškodnino. Premirje je bilo podpisano 11. novembra 1918 ob štirih in pet minut zjutraj. Veljati pa je začelo ob enajstih dopoldne. Prve svetovne vojne je bilo konec.